# Naturschutzgebiet Gesecker Stein
Das Naturschutzgebiet Gesecker Stein mit einer Größe von 5,48 ha liegt südwestlich von Brilon. Das Gebiet wurde 2008 mit dem Landschaftsplan Briloner Hochfläche durch den Hochsauerlandkreis als Naturschutzgebiet (NSG) ausgewiesen. Das NSG besteht aus zwei Teilflächen. Der südöstliche Teil des NSG ist Teil des FFH-Gebietes Kalkkuppen bei Brilon (DE 4617-303). Es ist eines von 31 Naturschutzgebieten in Brilon, welche zur Gruppe der Kalkkuppen mit speziellen Verboten gehören. Das NSG ist von Grünland und Ackerschlägen umgeben. Im Osten grenzt direkt ein Steinbruchgelände an, in dem noch Kalkstein abgebaut wird.

## Gebietsbeschreibung
Beim NSG handelt es sich um zwei ehemalige Kalkspat-Abbaugebiete. Die beiden Gruben sehen wie zugewachsene Steinbrüche aus. Die Westteilfläche ist eine schluchtartig abgebaute, von Nordwesten nach Südosten laufende Grube bzw. Bruch von etwa 350 m Länge. Die mittlere Breite zwischen den Grubenwänden liegt bei etwa 20 Metern. Die Felswände sehen naturnah aus und weisen eine typische Felsvegetation auf. Auf der Sohle liegen Steine bis sehr große Felsblöcke, die Fläche ist insgesamt nahezu unzugänglich. Das Gelände ist lokal verfüllt worden. Die Westfläche bietet einen vorwald- bis waldartigen Anblick. Es sind bereits Buchen beigemengt. Auf der Oberkante der Felsen konnten sich im Südosten kleinstflächig Reste eines Kalkmagerrasens erhalten. Des Weiteren befindet sich im Gebiet ein verfallendes Gebäude. 
Die Ostfläche bietet ebenfalls großteils einen vorwald- bis waldartigen Anblick mit kleiner Grube bzw. Bruch. Kleinflächig gab es einen verbuschten Kalkhalbtrockenrasen mit noch typischer arten- und blütenpflanzenreicher Vegetation. Auf der südöstlichen Fläche befindet sich ein kleiner Rest-Rotbuchenwald. 
In beiden Teilflächen wurde Müll illegal entsorgt.
Es wurden durch das Landesamt für Natur, Umwelt und Verbraucherschutz Nordrhein-Westfalen Pflanzenarten wie Acker-Kratzdistel, Acker-Witwenblume, Arzneibaldrian, Braunstieliger Streifenfarn, Breitblättriger Thymian, Dornige Hauhechel, Dreizahn, Echter Wiesenhafer, Echtes Johanniskraut, Echtes Labkraut, Flaumiger Wiesenhafer, Frühlings-Fingerkraut, Geflecktes Johanniskraut, Geflecktes Knabenkraut, Gelbes Sonnenröschen, Gewöhnliche Kreuzblume, Gewöhnlicher Wurmfarn, Gras-Sternmiere, Großblütige Braunelle, Huflattich, Jakobs-Greiskraut, Kleine Bibernelle, Kleiner Klappertopf,  Kleiner Wiesenknopf, Kleines Habichtskraut, Kletten-Labkraut, Knolliger Hahnenfuß, Kriechende Hauhechel,  Magerwiesen-Margerite, Mauerlattich, Mauerraute, Mittlerer Wegerich, Nickendes Leimkraut, Purgier-Lein, Rainfarn, Rauhaarige Gänsekresse, Ruprechtskraut, Schmalblättriges Weidenröschen, Skabiosen-Flockenblume, Steinquendel, Tauben-Skabiose, Wald-Bingelkraut, Wald-Erdbeere, Wald-Habichtskraut, Waldmeister, Wald-Veilchen, Wald-Ziest, Weißes Labkraut, Wiesen-Bärenklau, Wiesen-Flockenblume, Wiesen-Goldhafer, Wiesen-Pippau, Wiesen-Platterbse, Wiesen-Schlüsselblume, Wilde Möhre, Zaun-Wicke und Zwiebel-Zahnwurz nachgewiesen.

## Schutzzweck
Wie bei allen Naturschutzgebieten in Deutschland wurde in der Schutzausweisung darauf hingewiesen, dass das Gebiet „wegen der Seltenheit, besonderen Eigenart und Schönheit des Gebietes“ zum Naturschutzgebiet wurde. Der Landschaftsplan führt zum Schutzzweck auf: „Erhaltung eines vielfältigen Biotopmosaiks, das sich überwiegend durch die natürliche Entwicklung aufgelassener Kalkspatgruben herausgebildet hat, als Lebensraumangebot, Rückzugsraum und Trittsteinbiotop für Tier- und Pflanzenarten des strukturreichen Offenlandes sowie als wichtige Teilfläche im regionalen Verbund ähnlicher Biotopstrukturen; Schutz von latent durch Verkippung gefährdeten, felsigen Hohlformen sowie von (potenziellen) Fledermausquartieren und artenreichen Magerrasenrelikten; Erhaltung eines geowissenschaftlich wertvollen Aufschlusses sowie Sicherung der Kohärenz und Umsetzung des europäischen Schutzgebietssystems ‚Natura 2000‘ (betrifft die südöstliche Teilfläche).“

## Verbote
Zu den normalen Verboten in Naturschutzgebieten kommen beim NSG Gesecker Stein wie bei den anderen 30 Kalkkuppen zusätzliche Verbote hinzu. Es ist verboten, die Kalkkuppen zu düngen, zu walzen und zu schleppen. Es dürfen nicht mehr als zwei Großvieheinheiten pro Hektar gleichzeitig weiden. Ferner darf erst ab dem 1. Juli eines Jahres gemäht werden.